# Myra (fartygsterm)
Att myra en läckande träbåt eller träfartyg kallas den metod att med sågspån täta bordläggningen. Att med en säck fylld med sågspån föra innehållet till det läckande området under vattenytan och få sågspån att sugas in mot bordläggningen, en väl beprövad metod. I äldre tid användes en myrstack därav namnet "myra båten".